# Arizona elegans philipi
Arizona elegans philipi – podgatunek niejadowitych węży Arizona elegans z rodziny połozowatych (Colubridae), występujących w Ameryce Północnej na terenie Teksasu. Angielska nazwa tego węża to Painted desert glossy snake.
Dorosłe osobniki osiągają długość 38–94 cm, najdłuższy zmierzony okaz miał 99,1 cm. Węże te żywią się małymi gryzoniami i jaszczurkami. Żyją na terenach piaszczystych i skalistych, które preferują. Można je także spotkać na terenach piaszczystych porośniętych kępami traw. Samice składają do 24 jaj.